# Antoine-Alexandre-Henri Poinsinet
Antoine-Alexandre-Henri Poinsinet detto le jeune (Fontainebleau, 17 novembre 1735 – Cordova, 7 giugno 1769) è stato un commediografo e librettista francese.

## Biografia

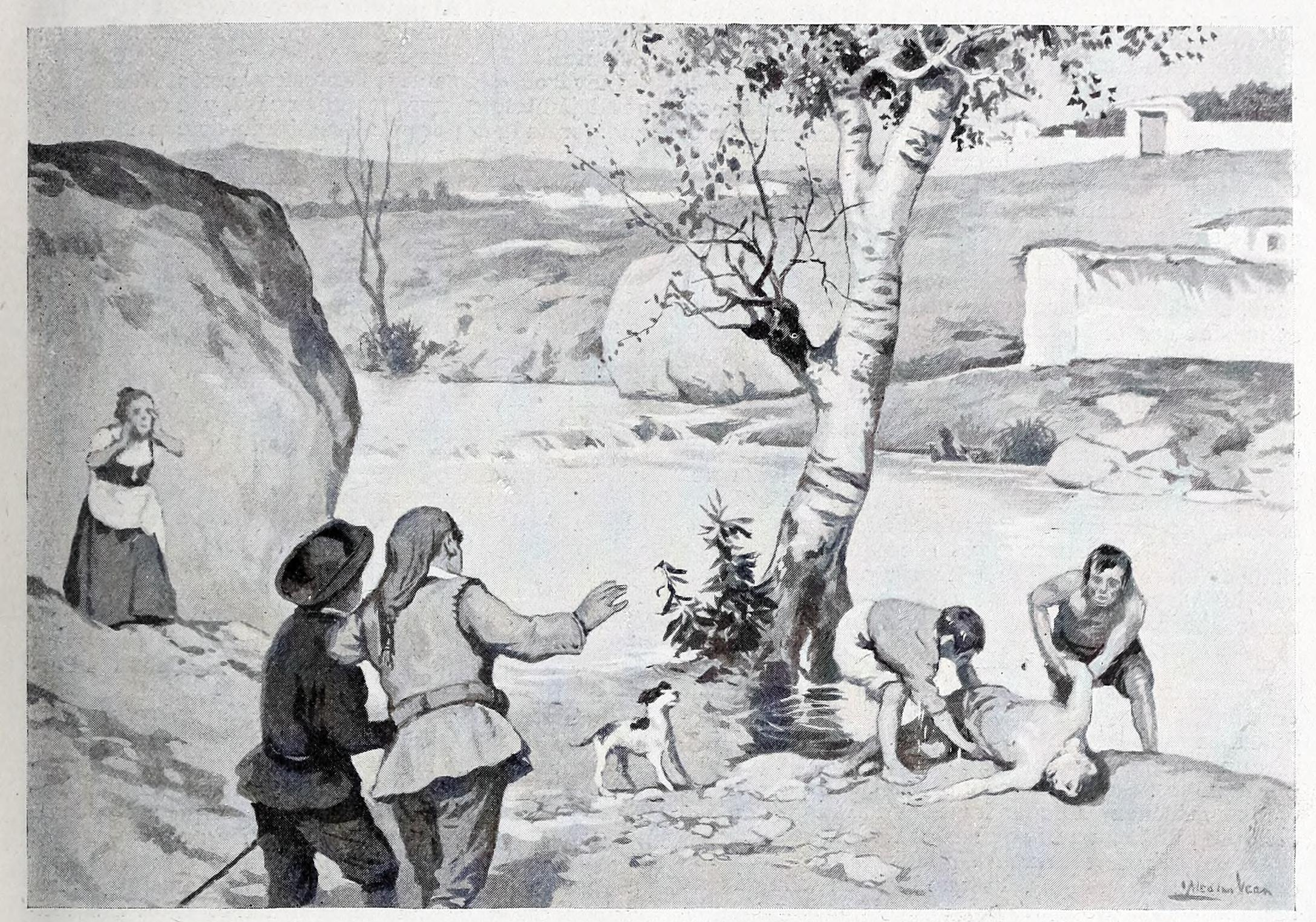
Morte di Poinsinet

Nato in una famiglia a lungo legata alla casa di Orléans dove suo padre era un notaio, abbandonò giovanissimo la basoche per abbandonarsi, dalla sua prima giovinezza, al gusto del teatro e della poesia invece di seguire l'esempio dei suoi antenati e assumere il posto di suo padre. Dall'età di 18 anni, quando scrisse una parodia dell'opera Titon et l'Aurore (1753) presentata sotto il nome di Totinet, fino alla sua morte, continuò a scrivere ed a essere rappresentato in tutti i teatri della capitale. Alcune delle sue opere ebbero successo, in particolare le Cercle, ou la Soirée à la mode (1771), che rimase a lungo nel repertorio della Comédie-Française.
Fu un membro dell'Académie d'Arcadie e, per un certo tempo, dell'Académie des Sciences, Arts et Belles-Lettres de Dijon.
Poinsinet collaborò con i compositori Berton e Philidor che migliorarono la sua reputazione. L'elenco delle sue opere è molto vasto, nonostante la sua carriera sia stata molto breve.

## Opere principali
- 1757: le Faux Dervis, opéra-comique;
- 1758: Gilles, garçon peintre z'amoureux-t-et-rival, parodia;
- 1760: le Petit Philosophe, commedia in un atto e versi liberi, parodia di Philosophes di Palissot
- 1762: Sancho Pança dans son île, opera buffa;
- 1762: Tablettes des paillards (con Pressigny figlio);
- 1763: la Bagarre, opera buffa;
- 1764: le Sorcier, commedia lirica,
- 1764: Théonis, ou le Toucher, pastorale eroica;
- 1764: les Fra-maçonnes, parodia del Cercle di Palissot (1755)
- 1765: Lettre à un homme du vieux temps sur l'Orphelin de la Chine (di Voltaire);
- 1765: Сassandre aubergiste, parodia di Le Père de famille;
- 1765: l'Inoculation, poema;
- 1765: Tоm Jones, commedia lirica;
- 1766: la Réconciliation villageoise, commedia lirica;
- 1767: Gabrielle d'Estrées à Henri IV, epistola in versi;
- 1767: Ernelinde, princesse de Norvège, tragedia lirica in cinque atti (con Sedaine);
- 1769: Alexis et Alix, commedia inframmezzata da ariette; musica di J.B. de La Borde;
- 1771: le Cercle, ou la Soirée à la mode su Gallica
- 1773: Sandomir, prince de Danemark, tragedia lirica;
- Diverse Epistole in versi.